# پل پنکالاس
پل پِنکالاس (به ترکی استانبولی: Penkalas Köprüsü) پلی رومی و پنج‌قوسه است که بر روی رود کجاچای در چاودارحصار در ترکیهٔ امروزی کشیده شده است.
این پل سنگی که در سدهٔ دوم میلادی بر روی رود پنکالاس در آیزانی در آسیای صغیر ساخته شد در زمان خود یکی از چهار پل باستانی منطقه و با توجه به موقعیت مرکزی آن در نزدیکی معبد زئوس و ایجاد دسترسی مستقیم به جاده‌ٔ رومیِ تا کوتیائوم (کوتاهیهٔ امروزی)، احتمالاً باید مهمترین آنها می‌بود. پل پنکالاس بنا بر گفته‌های مسافران اروپایی هنوز دیوارهٔ محافظ باستانی خود را تا اواخر سال ۱۸۲۹ داشت اما امروزه نردهٔ فلزی بدنمایی جایگزین دیوارهٔ اولیهٔ آن شده است.